# تحالف لأجل الأندلس
تحالف لأجل الأندلس (الإسبانية: "Por Andalusía") هو تحالف انتخابي مقره الأندلس يتكون من حزب بوديموس، واليسار المتحد/الخضر - جمعية الأندلس (IULV-CA)، وإيكو ، والتحالف الأخضر (AV)، وحزب ماس بايس، ومبادرة الشعب الأندلسي (IdPA) لخوض الانتخابات الإقليمية الأندلسية لعام 2022.   تم إطلاق التحالف بعد أكثر من شهرين من المفاوضات بين الأحزاب التي تقع على يسار حزب العمال الاشتراكي الإسباني في الأندلس (PSOE-A)، في محاولة لتشكيل قائمة مشتركة تتجنب الأصوات الضائعة؛ ومع ذلك، رفضت حزبا Adelante Andalucía الجديد لتيريزا رودريجيز، وكذلك حزب Andalusian Andalucía por Sí (AxSí) الانضمام.  
تم التوصل إلى اتفاق مبكر في أواخر آذار 2022،  وبحلول نيسان 2022 تم تسمية التحالف المشترك الجديد لجميع هذه الأحزاب (باستثناء حزب Adelante Andalucía وAxSí) باسم الإسبانية: "Por Andalusía" (التي تعني بالإسبانية "من أجل الأندلس")،  وقد نشأ الجدل بعد أن أصبح الدور الذي يمكن أن يلعبه حزب بوديموس في الائتلاف، إن وجد، غير واضح. أصبح هذا الصراع أكثر وضوحًا عندما قدم الحزب مرشحه المحتمل، خوان أنطونيو ديلغادو، دون تقديم أي ضمانات للمشاركة في الائتلاف.   تم التوصل إلى ائتلاف انتخابي في اللحظة الأخيرة بين حزب بوديموس، وIULV-CA، وحزب الخضر إيكو، والتحالف الأخضر (AV)، وحزب ماس بايس، ومبادرة الشعب الأندلسي (IdPA)، ولكن لأن حزب بوديموس وAV فشلا في تقديم الوثائق المطلوبة قبل الموعد النهائي القانوني، وجد كلا الحزبين نفسهما غير قادرين على الحصول على الحقوق الحزبية الكاملة داخل الائتلاف. ومع ذلك، قلل شركاء الائتلاف من تأثير هذا القرار الإداري باعتباره "مسألة فنية" لن تؤثر على مسار الحملة.  

## تعبير
| حزب | حزب                                           |
| --- | --------------------------------------------- |
|     | نستطيع الأندلس (بوديموس الأندلس)              |
|     | اليسار المتحد/الخضر - جمعية الأندلس (IULV-CA) |
|     | إيكو (إيكو)                                   |
|     | التحالف الأخضر (AV)                           |
|     | المزيد من بلاد الأندلس (ماس باييس – الأندلس)  |
|     | مبادرة الشعب الأندلسي (IdPA)                  |

## الأداء الانتخابي

### برلمان الأندلس
| برلمان الأندلس |                  |         |           |         | |       |
| انتخاب         | المرشح الرائد    | الأصوات | %         | المقاعد | +/– | حكومة |
| 2022           | إنماكولادا نييتو | 281,688 | 7.68 (#4) | 5 / 109 | 0 \| style="background: #ffdddd; color: black; vertical-align: middle; text-align: center; " class="table-no2" \|Opposition |       |

## ملحوظات
1. ↑  Más País was merged into Movimiento Sumar in 2023
2. ↑  Compared to United Left/The Greens–Assembly for Andalusia totals within Forward Andalusia in the 2018 regional election.